# Nawiady (jezioro)
Nawiady – jezioro położone na Pojezierzu Mrągowskim, w województwie warmińsko-mazurskim, w powiecie mrągowskim, gminie Piecki.
Na jeziorze znajdują się dwie duże wyspy. Brzegi obficie zarośnięte. W wodach występują m.in. sielawa, lin, szczupak, węgorz, okoń i płoć.